# نوط اليوبيل الذهبي للجيش العراقي
نوط اليوبيل الذهبي للجيش العراقي هو من الأوسمة والأنواط العراقية، التي صدرت بعد حركة 17 تموز 1968 واستلام حزب البعث للسلطة، ويعد من أشهر الأوسمة في العراق.
يكون النوط على ثلاث درجات:
- الدرجة الأولى – يكون باللون الذهبي ويمنح إلى الضباط من رتبة مقدم فما فوق.
- الدرجة الثانية – ويكون باللون الفضي ويمنح إلى الضباط الأعوان والأئمة.
- الدرجة الثالثة – ويكون باللون البرونزي ويمنح إلى المراتب وطلاب الكليات العسكرية.

## الوصف
يتالف النوط وشريطه من:
أ – الشريط : شقة من الحرير طولها (5/4) سم وعرضها (5/3) سم مقسمة إلى ثلاثة أقسام يكون عرض كل من القسمين الجانبيين (4) ملم وباللون الأخضر الغامق، ويكون عرض القسم الأوسط (27) ملم وباللون الذهبي، يرمز اللون الأخضر إلى وادي الرافدين الخصيب ويرمز اللون الذهبي إلى اليوبيل الذهبي للجيش العراقي.
ب – النوط : ويتالف من درع عربي على شكل:
1 – دائرة خارجية قطرها 3/4 سم محاطة بإطار قطره (1) ملم يكتب في القسم العلوي منها وبالخط الكوفي الآية الكريمة (وأعدوا لهم ما استطعتم من قوة) ويكتب في القسم الأسفل منها عبارة (اليوبيل الذهبي للجيش العراقي)، كما يكتب بين الآية والعبارتين على اليمين رقم (1921) وهو تاريخ تأسيس الجيش العراقي وعلى اليسار رقم (1971) وهي السنة التي اكمل فيها الجيش العراقي عيده الخمسيني، ويفصل بين الرقمين والآية والعبارة أربعة أقراص قطر كل واحد منها (6) ملم.
2 – دائرة داخلية قطرها (5/2) سم محاطة بإطار سمكه (1) ملم مرسوم بداخلها جنديان عراقيان، يرتدي الأول التجهيزات السفرية القديمة ويرتدي الثاني التجهيزات السفرية الحديثة، ويحمل بيده اليمنى بوقا ينفخ فيه إشارة إلى الاستعداد للحرب ويحمل بيده اليسرى غصن زيتون إشارة إلى السلام، ويبدو بجانب الأول راية واحدة تشير إلى فوج موسى الكاظم وهو أول وحدة شكلت في السادس من كانون الثاني 1921 كنواة للجيش العراقي كما تبدو بجانب الثاني مجموعة أعلام خفاقة تشير إلى التوسع الذي حدث في تشكيلات الجيش.
3 – يوضع في أعلى الدرع مثلث متساوي الأضلاع طول ضلعه 2 سم بداخله حرف (ج) بالكتابة الكوفية تثبت خلفه حاملة الشريط.